# Zabijanie czasu
Zabijanie czasu (ang. Killing Time: The Autobiography of Paul Feyerabend) – autobiograficzna książka Paula Feyerabenda, amerykańskiego filozofa nauki, wydana pośmiertnie staraniem jego czwartej żony – Grazi Borrini-Feyerabend (Chicago, University of Chicago Press, 1995).
Książka zawiera nie tylko elementy biografii Feyerabenda, ale przedstawia również ewolucję anarchizmu metodologicznego oraz ocenę współczesnej mu rzeczywistości kulturowej i filozoficznej. Swoją działalność podsumowuje tam tak: 
Nigdy nie 'dyskredytowałem rozumu', lecz różne jego skostniałe i despotyczne odmiany. Nie zakładałem też, że moja krytyka kładzie kres całej sprawie. Był to raczej początek ... lepszego rozumienia nauk, lepszych urządzeń społecznych, lepszych stosunków między ludźmi, lepszego teatru, lepszego kina, i tak dalej.

## Wydanie polskie
- Paul K. Feyerabend: Zabijanie czasu. przekł. Tomasz Bieroń, Wydawnictwo ZNAK, Kraków 1996, ISBN 83-7006-414-0.